# K-410 Smolensk
Smolensk (rusko Смоленск) je jedrska podmornica z manevrirnimi raketami razreda Antej Ruske vojne mornarice. Poimenovana je po Smolensku. Njen gredelj je bil položen 9. decembra 1986, splavljena je bila 20. januarja 1990, v uporabo pa je bila predana 22. decembra 1990. Projekt je razvil konstruktorski biro Rubin, glavni konstruktor pa je bil Igor Leonidovič Baranov. Razvoj predhodnega razreda Granit se je začel leta 1969, na njegovi osnovi pa je bil razvit izboljšan razred Antej. Izboljšave se nanašajo na manjšo hrupnost, izboljšano elektronsko opremo in sedemlistni propeler namesto štirilistnega. Je del 11. divizije podmornic Severne flote v Zaozjorsku.
Leta 1995 je podmornica opravila plovbo do Kube. Med plovbo se je v Sargaškem morju zgodila nesreča pogonskega sistema, vendar je posadki v dveh dneh uspelo posledice odpraviti brez da bi podmornica izdala svoj položaj.
Med leti 2011 in 2013 je opravila remont v ladjedelnici Zvjozdočka, v okviru katerega sta bila njena jedrska reaktorja ponovno napolnjena.
16. oktobra 2016, 5. julija 2017 in junija 2022 je izstrelila rakete P-700 Granit.
Julija 2019 je sodelovala v paradi ob dnevu Ruske vojne mornarice v Kronštatu ob Baltskem morju.